# L'albergo degli assenti
L'albergo degli assenti è un film del 1939 diretto da Raffaello Matarazzo, tratto da un romanzo omonimo dello scrittore Michelangelo Barricelli.

## Trama

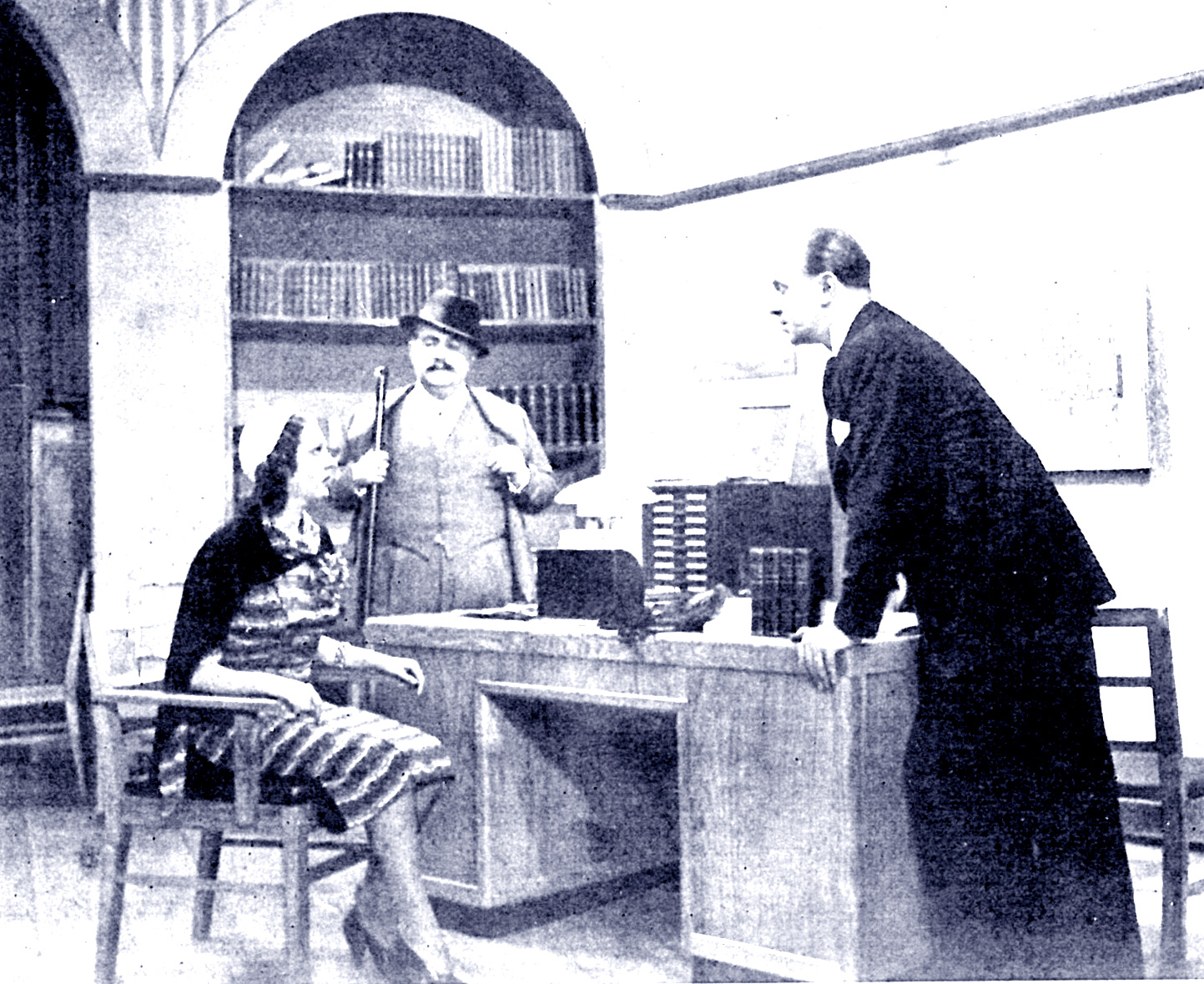
Carla Candiani, Guglielmo Barnabò e Franco Coop in una scena del film

Dopo aver salvato la ricca ereditiera Muriel da una aggressione, Renata ne diventa la segretaria e le due donne partono per un soggiorno in Costa Azzurra. Giunte a Nizza, alla sera si recano in un locale notturno dove incontrano un giovane che avevano già conosciuto durante il viaggio. Nel locale Muriel subisce un altro tentativo di rapimento, ma, per errore, è Renata ad essere portata via.
Il giovane tenta di intervenire in sua difesa, ma viene gravemente ferito e quando Muriel si rivolge alla Polizia non è creduta. Renata viene rinchiusa in un albergo che è in realtà una prigione, dove vengono segregate persone rapite da una banda che agisce su mandato di parenti o soci desiderosi di far "sparire" qualcuno. È l'albergo di quelli che risultano "assenti" dal mondo e Muriel era destinata a sparire su incarico di parenti avidi.
Mentre l'atmosfera nell'albergo si fa sempre più opprimente, uno degli ospiti, che si è innamorato di Renata, le propone di fuggire, ma durante il loro tentativo scoppia un incendio in cui rischiano di perire. Riescono a salvarsi in extremis grazie ad un intervento della Polizia, che finalmente aveva creduto a Muriel, grazie anche al giovane ripresosi dalle ferite. La banda dei sequestratori è sgominata ed il suo capo ucciso. Le due donne, uscite dall'incubo, possono così godersi con serenità i fidanzati che questa avventura ha loro procurato.

## Realizzazione del film

### Soggetto e sceneggiatura
La pellicola è tratta dall'omonimo romanzo dello scrittore Michelangelo Barricelli, che ne ha curato anche la sceneggiatura assieme allo stesso Matarazzo ed a Edoardo Anton, che del regista fu uno dei collaboratori prediletti nei film d'anteguerra [Il serpente a sonagli (1935), e L'avventuriera del piano di sopra (1941)]. Con questa pellicola il regista romano torna al genere giallo, dopo aver preferito nei tre anni precedenti realizzare alcune commedie di genere brillante o di derivazione dialettale, queste ultime interpretate dai fratelli De Filippo (Sono stato io! del 1937 ed il marchese di Ruvolito girato nel 1938, ma poi uscito nelle sale all'inizio del 1939). Il film veniva presentato nelle cronache del tempo come un "supergiallo", opera «straordinaria come realizzazione, oltre che come concezione [con] una ricerca di particolari impressionanti e luci sapientemente dosate».

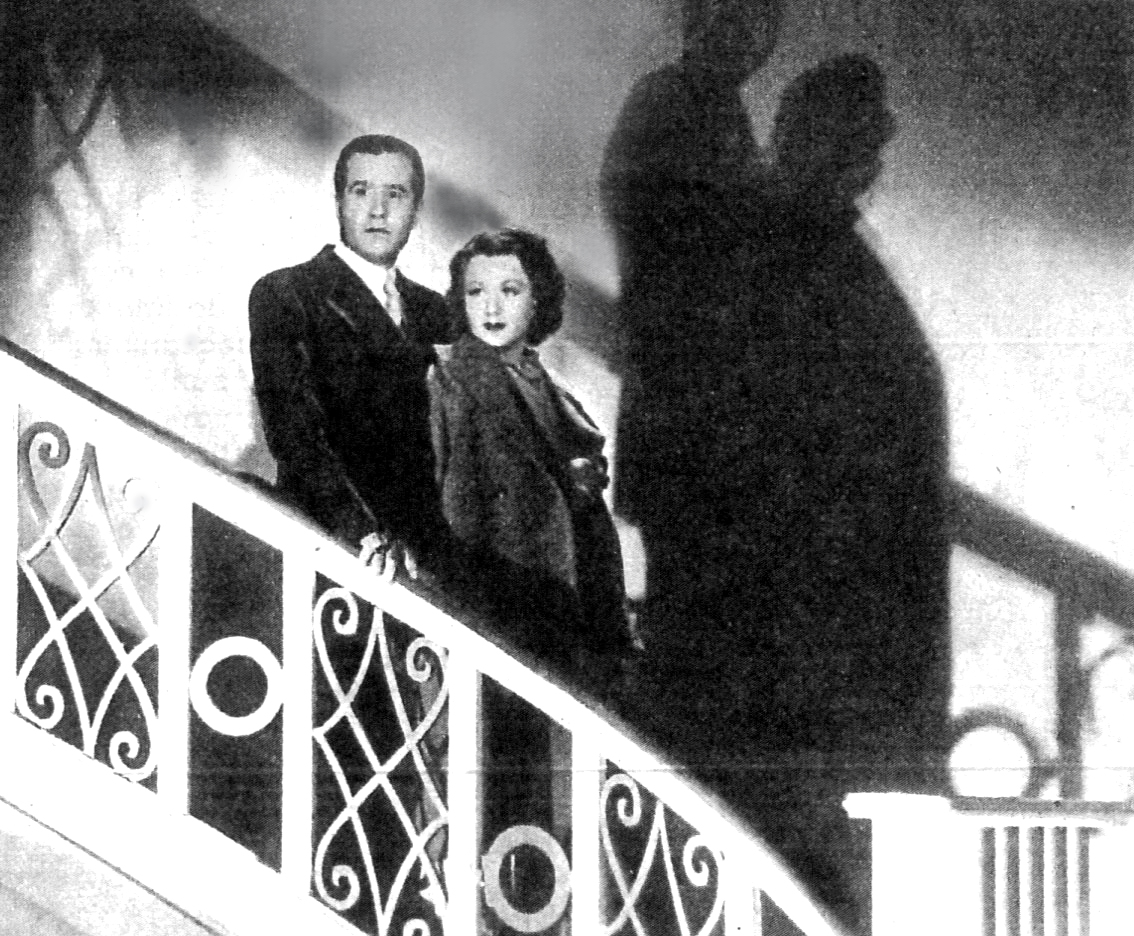
Elio Steiner e Paola Barbara in una cupa scena del film

### Produzione
L'albergo degli assenti fu realizzato negli studi di Cinecittà tra aprile e luglio del 1938, ma fu caratterizzato da notevoli ritardi e lentezze nella produzione, tanto da ottenere il visto censura nel mese di novembre. Passò poi ancora molto tempo prima che iniziasse, nel maggio 1939, ad apparire in pubblico, mentre in alcune importanti città, tra cui Milano e Roma, esso fu presentato nelle sale cinematografiche ancora più tardi, nel mese di settembre 1939. Questo ritardo, dovuto a difficoltà distributive, comportò che il film diretto successivamente da Matarazzo per un diverso produttore, cioè Il marchese di Ruvolito, apparisse prima nelle sale. Durante la lavorazione si verificò anche un incidente, quando uno dei principali interpreti, Camillo Pilotto, girando la scena finale dell'incendio che distrugge l'albergo - prigione non riuscì a sottrarsi in tempo alle fiamme e ne rimase ferito.

### Apporti artistici e tecnici
Per la protagonista Carla Candiani questo film costituì il primo impegno importante, come lei stessa ricorderà, sostenendo di essere stata scelta «quasi casualmente» da Matarazzo, che poi la confermerà anche nel successivo Trappola d'amore. Nel cast tecnico da segnalare il ritorno al fianco del regista romano di Anchise Brizzi, il direttore di fotografia che lo aveva seguito nel suo film d'esordio (Treno popolare del 1933) e la collaborazione, ormai consolidata in alcune pellicole degli anni precedenti, dello scenografo Virgilio Marchi, considerato «uno dei protagonisti della rinascita della cinematografia nazionale [ed] uno degli scenografi più apprezzati negli ambienti in cui vengono programmati i maggiori sforzi produttivi del cinema italiano».

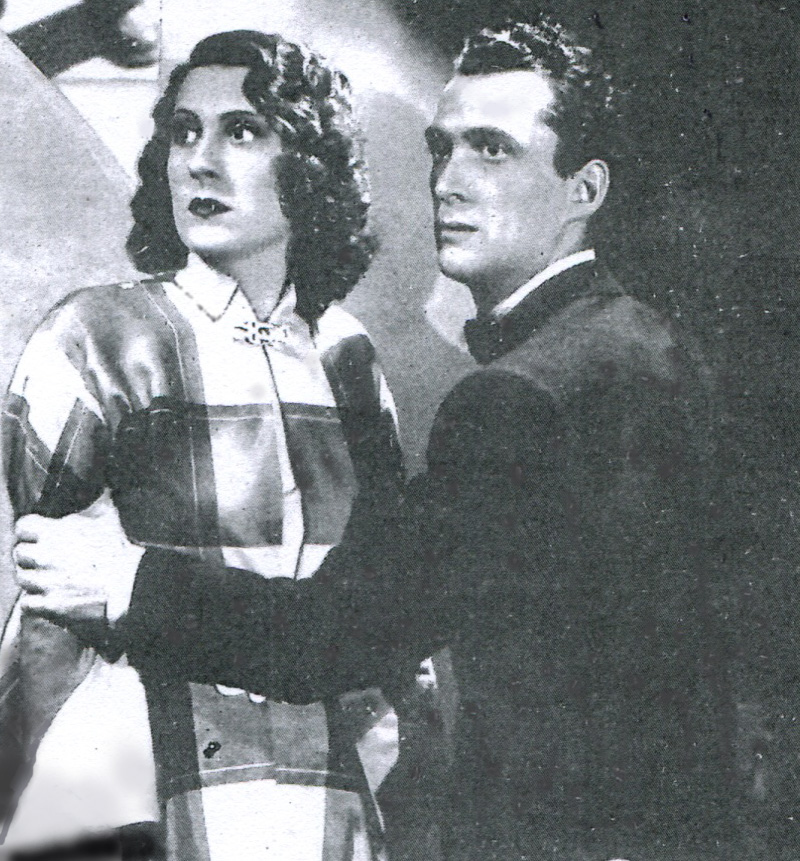
Carla Candiani e Maurizio D'Ancora

## Accoglienza

### Critica
La complessità del racconto non incoraggiò critiche positive nei confronti del film. «Confermiamo di non aver capito granché - scrisse Adolfo Franci - in questo racconto piuttosto arruffato e confuso, dove ne succedono di tutti i colori ed incendi e allagamenti e risse si susseguono in un crescendo più unico che raro (...). Il male è che qui le cose non procedono affatto chiare, onde alla fine viene da domandarsi che bisogno c'era di tante invenzioni per giungere ad un risultato in fondo così magro e modesto..."pasticcio" casalingo tra giallo e macabro, comico e drammatico».
Molto simile fu il commento del Corriere della Sera, secondo il quale «non tutto è chiaro ne l'albergo degli assenti. Forse l'indeterminatezza aggiunge ombra cupe al film, che è già cupo di per sé (...) Il peggio viene quando, a traumatizzare il racconto, l'incendio, l'allagamento, le follie improvvise, le risse furibonde si susseguono a mitraglia. Se una maggiore pacatezza nell'inventiva e nella recitazione avesse guidato i responsabili del film, esso ne avrebbe guadagnato per ogni verso, anche in drammaticità». In un altro caso si preferì l'ironia: «la casa produttrice ha scritto i nomi di interpreti ed altri responsabili sulla sabbia, facendoli cancellare dalla onde; ringraziamo di questa modestia encomiabile in quanto nessuno di loro, e neanche noi, si ricorda d'aver avuto a che fare con questo film».
Ancora più negativa fu l'opinione de La Tribuna, un quotidiano che quasi un anno prima (23 luglio 1938), quando il film era in lavorazione, l'aveva presentato positivamente. Il commento fu invece di «film sbagliato e mancato: rispetto al libro le proporzioni, i caratteri, l'atmosfera sono irriconoscibili. È una gran confusione di personaggi senza personalità, tirate vuote, verbosità fastidiosa. E fotografia e colonna sonora accentuano lo scompiglio. Sinceramente, dal momento che il film aveva tardato tanto a giungere a noi, avremmo preferito non vederlo per niente».
Successivamente i giudizi retrospettivi su quest'opera di Matarazzo hanno espresso commenti più moderati rispetto a quelli dell'epoca. Così il Mereghetti che parla di «film claustrofobico, che propone atmosfere espressionistiche e gotiche». «Vicenda davvero inconsueta - l'ha definita Angela Prudenzi - [che] non sembra avere referenti immediati nel cinema italiano di genere (...). Immersa in una atmosfera vagamente gotica, la vicenda è condotta con mano leggera, non sconfinando mai nell'"horror" vero e proprio».

### Incassi
Come per quasi tutta la produzione cinematografica italiana degli anni trenta, anche per L'albergo degli assenti non sono disponibili i dati sugli introiti economici del film, né le fonti forniscono elementi indiretti a tale proposito.